# Фаре, Никола
Никола Фаре (фр. Nicolas Faret, 1600—1646) — французский писатель, член первого состава академии.
Написал: «Histoire chronologique des Ottomans» (1621), «Des vertus nécessaires à un prince» (1623), «Благородный человек, или Как понравиться при дворе» («L’honnête homme ou l’art de plaire à la cour», 1630).
Его стихотворения напечатаны в разных сборниках того времени, письма — в «Recueil des lettres nouvelles» (1627).
Поэт А. де Сент-Аман, друг Фаре, посвятил ему такие строки:

Нынче насладиться надо

Дивным соком винограда.

С одобрением глядим

На Фаре: он полон им.
— Попойка (17 в.). Пер. О. Румера